# 무궁화호 (운행 계통)
무궁화호(無窮花號)는 1960년부터 1962년까지 서울-부산 간 초특급열차로 운행한 열차의 이름이다. 운행 시간은 1954년부터 같은 구간을 운행하던 통일호보다 30분이 단축된 6시간 40분이었으며, 중간 정차역은 천안역·대전역·김천역·대구역·삼랑진역이었다. 2등 객차 2량, 3등 객차 5량, 식당차 1량, 수화물차 1량을 연결한 총 9량 편성 열차였다.

## 역사
- 1960년 2월 21일 : 운행 개시[2]
- 1962년 5월 15일 : 재건호 운행으로 폐지[3]